# 노승환
노승환(盧承煥, 1927년 9월 5일~2014년 5월 24일)은 대한민국의 정치인이다. 1·2대 서울시의원, 5선 국회의원을 역임했다. 제13대 국회에서 전반기 국회부의장을 맡았으며 이후 재선 마포구청장을 지냈다.

## 학력
- 1946년 경성고등보통학교 졸업
- 1962년 건국대학교 정치학 학사
- 1974년 고려대학교 경영대학원 경영학 석사

## 가족 관계
- 아들 : 노웅래(1957년 8월 3일~)

## 역대 선거 결과
|  | 51.90% |

|  | 30.95% |

|  | 35.46% |

|  | 52.41% |

|  | 35.71% |

|  | 56.46% |

|  | 52.38% |

## 소속 정당
| 소속 정당 | 소속 정당      | 소속 기간 | 비고           |
| --------- | -------------- | --------- | -------------- |
|           | 무소속         | 1958~1963 | 정계 입문      |
|           | 민정당         | 1963~1965 | 입당           |
|           | 민중당         | 1965~1966 | 합당           |
|           | 무소속         | 1966      | 탈당           |
|           | 신한당         | 1966~1967 | 창당           |
|           | 신민당         | 1967~1969 | 합당           |
|           | 무소속         | 1969      | 자진 정당 해산 |
|           | 신민당         | 1969~1980 | 정당 재등록    |
|           | 무소속         | 1980~1985 | 정당 해산      |
|           | 신한민주당     | 1985~1987 | 창당           |
|           | 무소속         | 1987      | 탈당           |
|           | 통일민주당     | 1987      | 창당           |
|           | 무소속         | 1987      | 탈당           |
|           | 평화민주당     | 1987~1991 | 창당           |
|           | 신민주연합당   | 1991      | 당명 변경      |
|           | 민주당         | 1991~1992 | 합당           |
|           | 무소속         | 1992~1995 | 탈당           |
|           | 민주당         | 1995      | 복당           |
|           | 무소속         | 1995      | 탈당           |
|           | 새정치국민회의 | 1995~2000 | 창당           |
|           | 새천년민주당   | 2000~2003 | 합당 정계 은퇴 |
|           | 무소속         | 2003      | 탈당           |
|           | 열린우리당     | 2003~2007 | 창당           |
|           | 대통합민주신당 | 2007      | 합당           |
|           | 무소속         | 2007~2014 | 탈당 사망      |

## 같이 보기
- 마포구 (1958년 선거구)
- 마포구·용산구
- 마포구 갑
- 서울 마포구의 국회의원
- 서울 용산구의 국회의원
- 마포구청장
- 대한민국의 국회부의장